# Zemplínsky Branč
Zemplínsky Branč és un poble i municipi d'Eslovàquia. Es troba a la regió de Košice, a l'est del país.

## Història
La primera referència escrita de la vila data del 1722.

## Demografia
| Godina             | 1994 | 2004    | 2014 | 2024   |
| ------------------ | ---- | ------- | ---- | ------ |
| Nombre de persones | 388  | 474     | 474  | 508    |
| Diferència         |      | +22,16% | +0%  | +7,17% |

| Godina             | 2023 | 2024   |
| ------------------ | ---- | ------ |
| Nombre de persones | 499  | 508    |
| Diferència         |      | +1,80% |